# Jonathan Cartland
Jonathan Cartland è una serie a fumetti creata dal disegnatore Michel Blanc-Dumont su testi di Laurence Harlé pubblicata per la prima volta in Francia nel 1974 sulla rivista Lucky Luke.

## Autori
- Sceneggiatura: Laurence Harlé
- Disegni: Michelle Blanc-Dumont
- Colori: Claudine Blanc-Dumont

## Elenco albi originali
- Tutti gli albi sono stati pubblicati per l'editore: Dargaud :

1. Jonathan Cartland, 1975
2. Dernier convoi pour l'Oregon, 1976
3. Le Fantôme de Wah-Kee, 1977
4. Le Trésor de la femme araignée, 1978
5. La Rivière du vent, 1979
6. Les Doigts du chaos, 1982
7. Silver canyon, 1983
8. Les Survivants de l'ombre, 1987
9. L'Enfant lumière, 1989
10. Les Repères du diable, 1995

## Edizioni italiane
1. Jonathan Cartland, 1985 Bonelli Dargaud – Gli Albi di Pilot n. 5
2. L'ultima carovana per l'Oregon, 1985 Bonelli Dargaud – Gli Albi di Pilot n. 11 / Ultimo treno per l'Oregon, 2012 GP - Jonathan Cartland n. 1
3. Il fantasma di Wah-Keee, 1985 Bonelli Dargaud – Gli Albi di Pilot n. 16 / 2012 GP - Jonathan Cartland n. 1
4. Il tesoro della donna-ragno, 2012 GP - Jonathan Cartland n. 2
5. Il fiume del vento, 1986 L'Isola Trovata - Gli Albi di Pilot n. 23 / 2012 GP - Jonathan Cartland n. 2
6. Le dita del caos, 1986 L'Isola Trovata - Gli Albi di Pilot n. 25 / 2012 GP - Jonathan Cartland n. 3
7. Silver canyon, 1987 L'Isola Trovata - Gli Albi di Pilot n. 30 / 2012 GP - Jonathan Cartland n. 3
8. I sopravvissuti delle ombre, 1987 L'Isola Trovata - Gli Albi di Pilot n. 34 / 2013 GP - Jonathan Cartland n. 4
9. Il figlio della luce, 2013 GP - Jonathan Cartland n. 4
10. I segni del diavolo, 2013 GP - Jonathan Cartland n. 4